# Maria Engelbrecht Stokkenbech
Maria Engelbrecht Stokkenbech (Født i 1759 - ukendt dødsår) var en pioner indenfor kvindernes ret til at arbejde.
Stokkenbech var gift med en alkoholiker, hvem hun forlod i løbet af 1770'erne. Dog kunne hun ikke ernære sig selv, da hun gang på gang, blev afvist af arbejdsgiverne. Dels fordi hun var kvinde, men også fordi, det var ulovligt for gifte kvinder at arbejde.
Stokkenbech søger herefter til Kiel i Tyskland. Her finder hun heller ikke arbejde, og kommer derfor frem til, at hendes liv ville være nemmere, var hun mand. Hun overtaler en skrædder, til at sy herretøj til hende. Hun forklarer det med, at hun skal bestille tøj til sin bror i Hamborg. Efter hun har fået tøjet, rejser hun til Hamborg, og giver jobsøgningen et nyt forsøg, denne gang som Gotfried Jacob Eichstedt, hvor hun søgte arbejde som skræddersvend.
I Hamborg forfiner hun sin forklædning. Hun anskaffer sig bl.a. et horn, så hun kan urinere stående. Ingen opdager hendes udklædning i løbet af årene. Hun skaffer sig også et falsk svendebrev, så hun kan tage på valsen. Efter nogle år på valsen, drager hun hjem til København.
Hun bliver opdaget i København, da hun, af nysgerrighed opsøger sin alkoholiske ægtemand. Hun bliver meldt til politiet af nogle fælles venner, men bliver ikke dømt, dog skal hun gå med kvindeklæder igen.
Efter dommen søger hun om lov hos Kong Christian VII, til at holde værksted. Da hun kan bevise, at hun har samme faglige kvalifikationer som en mand, får hun lov at: "Ernære sig af Skræderhaandværk og sye Mandfolkeklæder, samt derpå at holde en Svend til hielp".